# Micheldorf in Oberösterreich
Pour les articles homonymes, voir Micheldorf.
Micheldorf in Oberösterreich est une commune autrichienne du district de Kirchdorf en Haute-Autriche.